# فهرست شخصیت‌های آخرین بازمانده از ما (مجموعه تلویزیونی)
آخرین بازمانده از ما (انگلیسی: The Last of Us)، یک مجموعهٔ تلویزیونی درام پسا آخرالزمانی آمریکایی است که برای شبکهٔ اچ‌بی‌او ساخته شده و بر پایهٔ مجموعه بازی‌های ویدیویی به همین نام است. داستان این مجموعه بر رابطهٔ میان جوئل (پدرو پاسکال) و الی (بلا رمزی) تمرکز دارد. فصل نخست که بر اساس بازی منتشرشده در سال ۲۰۱۳ ساخته شده، در سال ۲۰۲۳ می‌گذرد؛ بیست سال پس از شیوع یک دنیاگیری ناشی از عفونت گستردهٔ قارچی که باعث تبدیل مبتلایان به موجوداتی شبیه زامبی و فروپاشی جامعه شده است. جوئل، که یک قاچاقچی است، مأمور می‌شود تا الی را که نوجوانی مصون از این عفونت است، از میان آمریکای ویران‌شده همراهی کند.
پیش از آغاز سفر و در جریان آن، جوئل و الی با شخصیت‌های مختلفی روبه‌رو می‌شوند که توسط بازیگران مهمان متعددی ایفا شده‌اند. از جمله این بازیگران می‌توان به نیکو پارکر در نقش سارا، دختر جوئل؛ مارلی دندریج در نقش مارلین، رهبر مقاومت؛ آنا تورو در نقش تس، شریک جوئل؛ گابریل لونا در نقش تامی، برادر جوئل؛ لامار جانسون و کیوون وودارد در نقش برادران هنری و سم؛ و همچنین ملانی لینسکی و جفری پیرس در نقش کتلین، رهبر مقاومت، و پری، معاون او، اشاره کرد. فصل دوم این مجموعه تا حدی بر اساس دنبالهٔ منتشرشده در سال ۲۰۲۰ ساخته شده و بخشی از داستان آن به شخصیت ابی (کیتلین دیور) می‌پردازد.
کریگ مازن و نیل دراکمن، سازندگان و نویسندگان این مجموعه، بر این باور بودند که قالب تلویزیونی این فرصت را فراهم می‌کند تا پیش‌زمینه‌های شخصیتی را بیش از آنچه در بازی‌ها ممکن بود، به تصویر بکشند؛ بازی‌هایی که دراکمن نویسندگی و کارگردانی مشترک آن‌ها را بر عهده داشت. فرایند انتخاب بازیگران به صورت مجازی و از طریق برنامهٔ زوم، به دلیل دنیاگیری کووید-۱۹ انجام شد و شماری از بازیگران سرشناس برای حضور در یک یا چند قسمت دعوت شدند. پدرو پاسکال و بلا رمزی به دلیل توانایی‌شان در تجسم شخصیت‌ها و بازآفرینی رابطهٔ میان آن‌ها انتخاب شدند. بازی بازیگران اصلی و مهمان در طول این مجموعه با تحسین منتقدان روبه‌رو شد و جوایزی نیز دریافت کردند.

## شکل‌گیری و انتخاب بازیگران
آخرین بازمانده از ما توسط کریگ مازن و نیل دراکمن، سازندگان این مجموعه، نوشته شده است؛ دراکمن نویسنده و کارگردان مشترک بازی‌های ویدئویی است که این مجموعه بر پایهٔ آن‌ها ساخته شده. برخلاف روند ساخت بازی‌ها، دراکمن احساس می‌کرد هنگام نوشتن این مجموعه می‌تواند از شخصیت‌ها «فاصله بگیرد»، چرا که ماهیت فراگیر و غرق‌کنندهٔ بازی‌های ویدئویی او را بیش از پیش درگیر شخصیت‌ها می‌کرد. نویسندگان این مجموعه آن را فرصتی دانستند تا به پیش‌زمینه‌های شخصیت‌هایی بپردازند که در بازی چندان مورد توجه قرار نگرفته بودند و به این ترتیب، انگیزه‌های آن‌ها را بهتر درک کنند.
️دراکمن نسبت به ایجاد تغییر در هر بخشی از بازی‌ها رویکردی بازداشت، اما همواره بر وجود دلیلی قوی برای این تغییرات تأکید می‌کرد و اطمینان حاصل می‌کرد که او و مازن تأثیرات این تغییرات بر رویدادهای بعدی داستان را در نظر گرفته‌اند. آن‌ها تلاش کردند از ساخت «یک سریال زامبی‌محور» پرهیز کنند و تأکید داشتند که موجودات آلوده، در نهایت ابزاری هستند برای ایجاد فشار بر شخصیت‌ها تا تصمیماتی جذاب بگیرند و ذات واقعی خود را آشکار کنند.
فرایند انتخاب بازیگران فصل اول به صورت مجازی و از طریق برنامهٔ زوم، به دلیل دنیاگیری کووید-۱۹ انجام شد. ویکتوریا توماس، کارگردان انتخاب بازیگر، بر آن بود تا به اثر اصلی وفادار بماند، بدون آن که خود را به چارچوب‌های آن محدود کند. مازن و توماس به دنبال بازیگران مهمان شناخته‌شده‌ای بودند؛ توماس اشاره کرده است که بسیاری از این بازیگران «معمولاً در نقش‌های کوتاه و یک قسمتی ظاهر نمی‌شوند». تهیه‌کنندگان در درجهٔ اول به دنبال بازیگرانی بودند که بتوانند شخصیت‌های جوئل و الی را به‌خوبی مجسم کنند و در عین حال، رابطهٔ میان آن دو را نیز باورپذیر به نمایش بگذارند.: ۱۴:۴۲ 
فرایند انتخاب بازیگران برای فصل دوم در مهٔ ۲۰۲۳ به دلیل اعتصاب انجمن نویسندگان آمریکا متوقف شد. از آنجا که فیلم‌نامه‌ای در دست نبود، بازیگران با سکانس‌هایی از بازی آخرین بازمانده از ما قسمت ۲ (۲۰۲۰) تست بازیگری می‌دادند. چند نقش از جمله دینا، جسی و ابی بدون برگزاری تست بازیگری انتخاب شدند و این نقش‌ها مستقیماً به بازیگران پیشنهاد شد. فصل دوم شخصیت‌های جدیدی را معرفی می‌کند و زمان بیشتری را به پرداخت آن‌ها اختصاص می‌دهد. مازن معتقد بود که بازیگران جدید «کاملاً با فضای این مجموعه هماهنگ هستند» و این را حاصل اعتبار تثبیت‌شدهٔ مجموعه می‌دانست.

## مرور کلی
| شخصیت          | ایفاگر نقش    | قسمت‌ها          | قسمت‌ها          | قسمت‌ها          | قسمت‌ها          | قسمت‌ها          | قسمت‌ها          | قسمت‌ها          | قسمت‌ها          | قسمت‌ها          | قسمت‌ها          | قسمت‌ها          | قسمت‌ها          | قسمت‌ها          | قسمت‌ها          | قسمت‌ها          | قسمت‌ها          |
| شخصیت          | ایفاگر نقش    | فصل ۱           | فصل ۱           | فصل ۱           | فصل ۱           | فصل ۱           | فصل ۱           | فصل ۱           | فصل ۱           | فصل ۱           | فصل ۲           | فصل ۲           | فصل ۲           | فصل ۲           | فصل ۲           | فصل ۲           | فصل ۲           |
| شخصیت          | ایفاگر نقش    | ۱               | ۲               | ۳               | ۴               | ۵               | ۶               | ۷               | ۸               | ۹               | ۱               | ۲               | ۳               | ۴               | ۵               | ۶               | ۷               |
| شخصیت‌های اصلی  | شخصیت‌های اصلی | شخصیت‌های اصلی   | شخصیت‌های اصلی   | شخصیت‌های اصلی   | شخصیت‌های اصلی   | شخصیت‌های اصلی   | شخصیت‌های اصلی   | شخصیت‌های اصلی   | شخصیت‌های اصلی   | شخصیت‌های اصلی   | شخصیت‌های اصلی   | شخصیت‌های اصلی   | شخصیت‌های اصلی   | شخصیت‌های اصلی   | شخصیت‌های اصلی   | شخصیت‌های اصلی   | شخصیت‌های اصلی   |
| -------------- | ------------- | --------------- | --------------- | --------------- | --------------- | --------------- | --------------- | --------------- | --------------- | --------------- | --------------- | --------------- | --------------- | --------------- | --------------- | --------------- | --------------- |
| جوئل           | پدرو پاسکال   | اصلی            | اصلی            | اصلی            | اصلی            | اصلی            | اصلی            | اصلی            | اصلی            | اصلی            | اصلی            | اصلی            | Does not appear | Does not appear | Does not appear | Does not appear | Does not appear |
| الی            | بلا رمزی      | اصلی            | اصلی            | اصلی            | اصلی            | اصلی            | اصلی            | اصلی            | اصلی            | اصلی            | اصلی            | اصلی            | اصلی            | Does not appear | Does not appear | Does not appear | Does not appear |
| تامی           | گابریل لونا   | G               | Does not appear | Does not appear | Does not appear | Does not appear | G               | Does not appear | Does not appear | Does not appear | اصلی            | اصلی            | اصلی            | Does not appear | Does not appear | Does not appear | Does not appear |
| دینا           | ایزابلا مرسد  | Does not appear | Does not appear | Does not appear | Does not appear | Does not appear | Does not appear | Does not appear | Does not appear | Does not appear | اصلی            | اصلی            | اصلی            | Does not appear | Does not appear | Does not appear | Does not appear |
| جسی            | یانگ مازینو   | Does not appear | Does not appear | Does not appear | Does not appear | Does not appear | Does not appear | Does not appear | Does not appear | Does not appear | اصلی            | اصلی            | اصلی            | Does not appear | Does not appear | Does not appear | Does not appear |
| شخصیت‌های مهمان |               |                 |                 |                 |                 |                 |                 |                 |                 |                 |                 |                 |                 |                 |                 |                 |                 |
| سارا           | نیکو پارکر    | G               | Does not appear | Does not appear | Does not appear | Does not appear | G               | Does not appear | Does not appear | Does not appear | Does not appear | Does not appear | Does not appear | Does not appear | Does not appear | Does not appear | Does not appear |
| مارلین         | مارلی دندریج  | G               | G               | Does not appear | Does not appear | Does not appear | Does not appear | Does not appear | Does not appear | Does not appear | G               | Does not appear | Does not appear | Does not appear | Does not appear | Does not appear | Does not appear |
| تس             | آنا تورو      | Guest           | Guest           | Guest           | Does not appear | Does not appear | Does not appear | Does not appear | Does not appear | Does not appear | Does not appear | Does not appear | Does not appear | Does not appear | Does not appear | Does not appear | Does not appear |
| راتنا          | کریستین حکیم  | Does not appear | G               | Does not appear | Does not appear | Does not appear | Does not appear | Does not appear | Does not appear | Does not appear | Does not appear | Does not appear | Does not appear | Does not appear | Does not appear | Does not appear | Does not appear |
| بیل            | نیک آفرمن     | Does not appear | Does not appear | G               | Does not appear | Does not appear | Does not appear | Does not appear | Does not appear | Does not appear | Does not appear | Does not appear | Does not appear | Does not appear | Does not appear | Does not appear | Does not appear |
| فرانک          | ماری بارتلت   | Does not appear | Does not appear | G               | Does not appear | Does not appear | Does not appear | Does not appear | Does not appear | Does not appear | Does not appear | Does not appear | Does not appear | Does not appear | Does not appear | Does not appear | Does not appear |
| هنری           | لامار جانسون  | Does not appear | Does not appear | Does not appear | Guest           | Guest           | Guest           | Does not appear | Does not appear | Does not appear | Does not appear | Does not appear | Does not appear | Does not appear | Does not appear | Does not appear | Does not appear |
| سم             | کیوون وودارد  | Does not appear | Does not appear | Does not appear | Guest           | Guest           | Does not appear | Does not appear | Does not appear | Does not appear | Does not appear | Does not appear | Does not appear | Does not appear | Does not appear | Does not appear | Does not appear |
| کتلین          | ملانی لینسکی  | Does not appear | Does not appear | Does not appear | Guest           | Guest           | Does not appear | Does not appear | Does not appear | Does not appear | Does not appear | Does not appear | Does not appear | Does not appear | Does not appear | Does not appear | Does not appear |
| پری            | جفری پیرس     | Does not appear | Does not appear | Does not appear | Guest           | Guest           | Does not appear | Does not appear | Does not appear | Does not appear | Does not appear | Does not appear | Does not appear | Does not appear | Does not appear | Does not appear | Does not appear |
| ماریا          | روتینا وسلی   | Does not appear | Does not appear | Does not appear | Does not appear | Does not appear | G               | Does not appear | Does not appear | Does not appear | Guest           | Guest           | Guest           | Does not appear | Does not appear | Does not appear | Does not appear |
| مارلون         | گراهام گرین   | Does not appear | Does not appear | Does not appear | Does not appear | Does not appear | G               | Does not appear | Does not appear | Does not appear | Does not appear | Does not appear | Does not appear | Does not appear | Does not appear | Does not appear | Does not appear |
| فلورنس         | الین مایلز    | Does not appear | Does not appear | Does not appear | Does not appear | Does not appear | G               | Does not appear | Does not appear | Does not appear | Does not appear | Does not appear | Does not appear | Does not appear | Does not appear | Does not appear | Does not appear |
| رایلی          | استورم رید    | Does not appear | Does not appear | Does not appear | Does not appear | Does not appear | Does not appear | G               | Does not appear | Does not appear | Does not appear | Does not appear | Does not appear | Does not appear | Does not appear | Does not appear | Does not appear |
| دیوید          | اسکات شپرد    | Does not appear | Does not appear | Does not appear | Does not appear | Does not appear | Does not appear | Does not appear | G               | Does not appear | Does not appear | Does not appear | Does not appear | Does not appear | Does not appear | Does not appear | Does not appear |
| جیمز           | تروی بیکر     | Does not appear | Does not appear | Does not appear | Does not appear | Does not appear | Does not appear | Does not appear | G               | Does not appear | Does not appear | Does not appear | Does not appear | Does not appear | Does not appear | Does not appear | Does not appear |
| آنا            | اشلی جانسون   | Does not appear | Does not appear | Does not appear | Does not appear | Does not appear | Does not appear | Does not appear | Does not appear | G               | Does not appear | Does not appear | Does not appear | Does not appear | Does not appear | Does not appear | Does not appear |
| ابی            | کیتلین دیور   | Does not appear | Does not appear | Does not appear | Does not appear | Does not appear | Does not appear | Does not appear | Does not appear | Does not appear | Guest           | Guest           | Does not appear | Does not appear | Does not appear | Does not appear | Does not appear |
| سث             | رابرت جان برک | Does not appear | Does not appear | Does not appear | Does not appear | Does not appear | Does not appear | Does not appear | Does not appear | Does not appear | Guest           | Guest           | Guest           | Does not appear | Does not appear | Does not appear | Does not appear |
| اووِن           | اسپنسر لرد    | Does not appear | Does not appear | Does not appear | Does not appear | Does not appear | Does not appear | Does not appear | Does not appear | Does not appear | Guest           | Guest           | Does not appear | Does not appear | Does not appear | Does not appear | Does not appear |
| نورا           | تاتی گابریل   | Does not appear | Does not appear | Does not appear | Does not appear | Does not appear | Does not appear | Does not appear | Does not appear | Does not appear | Guest           | Guest           | Does not appear | Does not appear | Does not appear | Does not appear | Does not appear |
| مل             | اریلا بارر    | Does not appear | Does not appear | Does not appear | Does not appear | Does not appear | Does not appear | Does not appear | Does not appear | Does not appear | Guest           | Guest           | Does not appear | Does not appear | Does not appear | Does not appear | Does not appear |
| منی            | دنی رامیرز    | Does not appear | Does not appear | Does not appear | Does not appear | Does not appear | Does not appear | Does not appear | Does not appear | Does not appear | Guest           | Guest           | Guest           | Does not appear | Does not appear | Does not appear | Does not appear |
| کت             | نوآ لامانا    | Does not appear | Does not appear | Does not appear | Does not appear | Does not appear | Does not appear | Does not appear | Does not appear | Does not appear | G               | Does not appear | Does not appear | Does not appear | Does not appear | Does not appear | Does not appear |
| گیل            | کاترین اوهارا | Does not appear | Does not appear | Does not appear | Does not appear | Does not appear | Does not appear | Does not appear | Does not appear | Does not appear | G               | Does not appear | G               | Does not appear | Does not appear | Does not appear | Does not appear |
| آیزاک          | جفری رایت     | Does not appear | Does not appear | Does not appear | Does not appear | Does not appear | Does not appear | Does not appear | Does not appear | Does not appear | Does not appear | Does not appear | Does not appear | Does not appear | Does not appear | Does not appear | Does not appear |
| یوجین          | جو پانتولیانو | Does not appear | Does not appear | Does not appear | Does not appear | Does not appear | Does not appear | Does not appear | Does not appear | Does not appear | Does not appear | Does not appear | Does not appear | Does not appear | Does not appear | Does not appear | Does not appear |

## شخصیت‌های اصلی

### جوئل

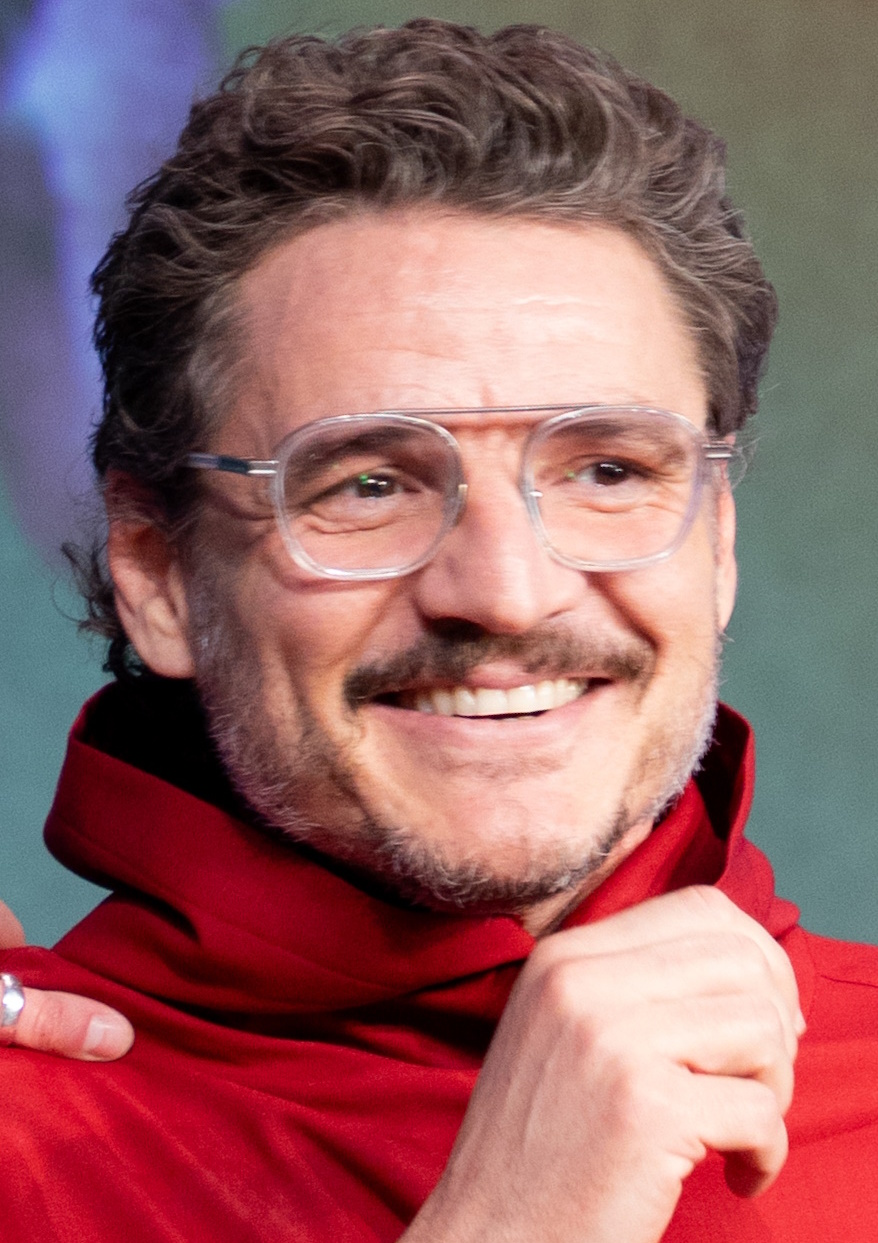
پدرو پاسکال نقش جوئل را ایفا کرد.

جوئل میلر (پدرو پاسکال) مردی میانسال و سختی دیده است که زخم‌های روحی گذشته‌اش او را آزار می‌دهد. او مأمور می‌شود دختری نوجوان به نام الی را از منطقهٔ قرنطینه خارج کرده و همراه او سراسر ایالات متحده را بپیماید. برخلاف بازی‌ها که در آن‌ها جوئل—به عنوان شخصیت قابل بازی—باید برای پیشروی بازیکن، اقداماتی فراتر از توان انسانی انجام می‌داد، در این مجموعه چهره‌ای آسیب‌پذیرتر از او به نمایش گذاشته شده است؛ برای نمونه، بر اثر اصابت گلوله در یکی از گوش‌هایش دچار کاهش شنوایی شده و هنگام برخاستن، زانوانش درد می‌گیرند.
خبر انتخاب پاسکال برای این نقش در ۱۰ فوریه ۲۰۲۱ اعلام شد.

### الی

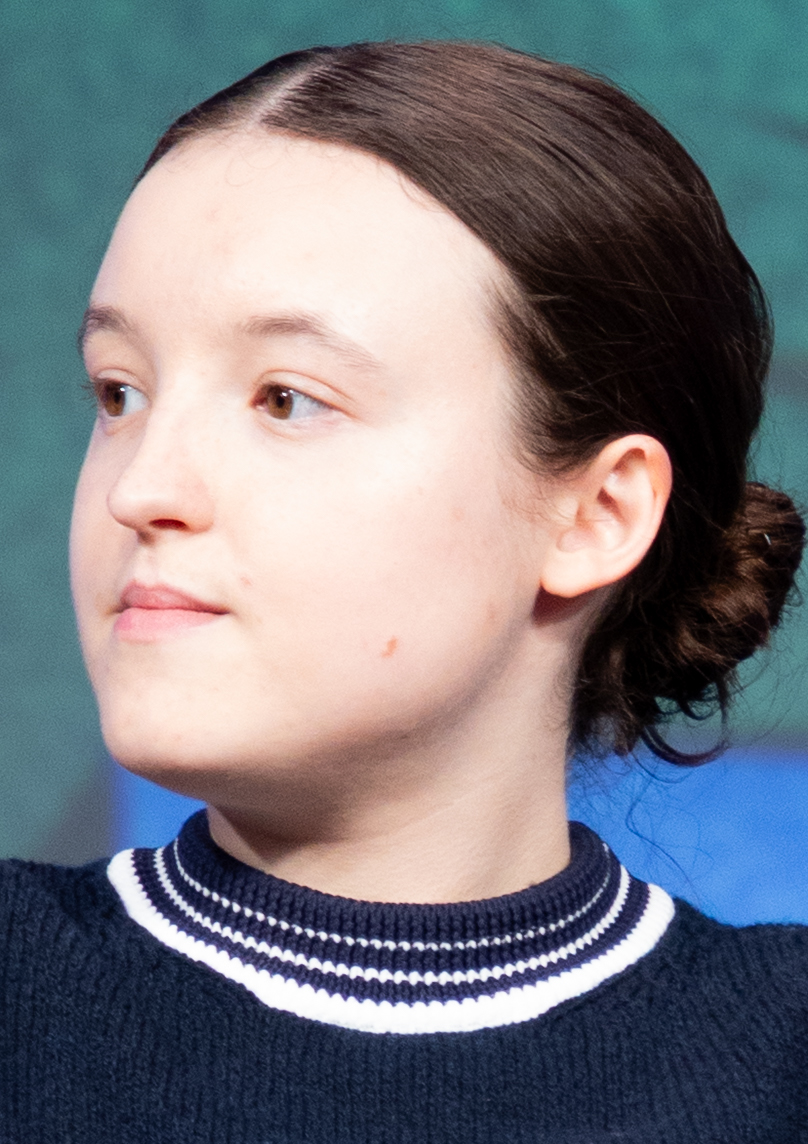
بلا رمزی نقش الی را ایفا کرد.

الی (بلا رمزی) دختر نوجوانی است که سرکشی و خشم زیادی از خود نشان می‌دهد، اما در درون، نیاز عمیقی به تعلق و پیوند انسانی دارد. او که در فصل اول ۱۴ سال دارد، همچنان بازیگوشی خود را حفظ کرده، به راحتی با کودکان ارتباط برقرار می‌کند و علاقهٔ ویژه‌ای به جناس‌ها و شوخی‌های کلامی دارد. الی نسبت به عفونت قارچی سرچماقی‌ها مصون است و ممکن است کلید ساخت واکسن باشد. در ادامهٔ وفاداری به بازی‌ها، الی شخصیتی لزبین است. در فصل دوم، الی که اکنون ۱۹ ساله است، مانند جوئل سرسخت‌تر شده، اما شوخ‌طبعی‌اش را همچنان حفظ کرده است.
خبر انتخاب رمزی برای این نقش در ۱۰ فوریه ۲۰۲۱ اعلام شد.

### تامی

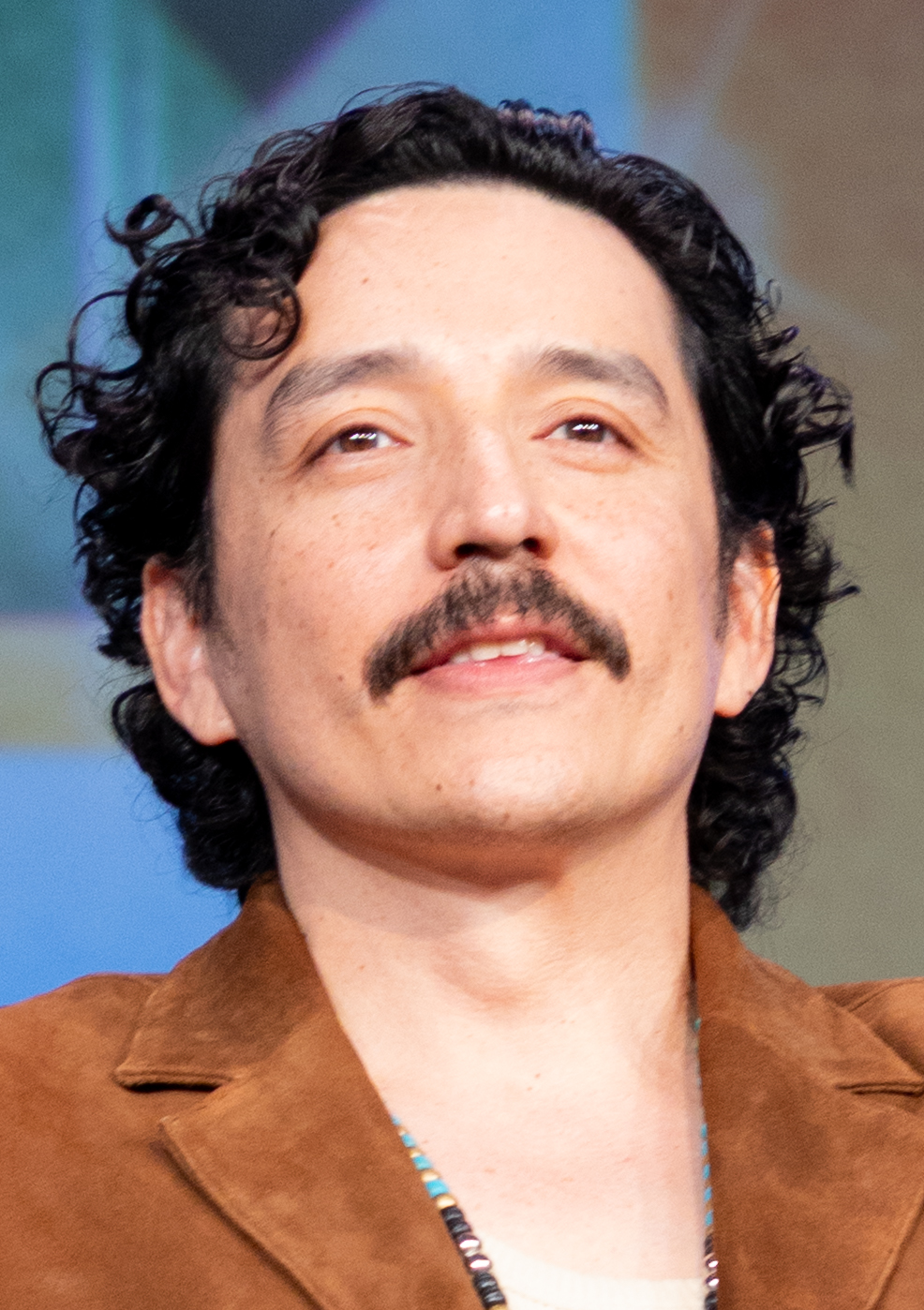
گابریل لونا نقش تامی را ایفا کرد.

تامی (گابریل لونا)، برادر کوچک‌تر جوئل، فردی آرمان‌گراست که همچنان به ساختن جهانی بهتر امیدوار است. او از کهنه‌سربازان جنگ خلیج فارس به‌شمار می‌رود. در سال ۲۰۰۳، پیش از شیوع همه‌گیری، تامی همراه با جوئل به عنوان پیمانکار کار می‌کرد. پس از آن‌که یک سرباز به سمت جوئل و سارا شلیک می‌کند، تامی سرباز را می‌کشد و شاهد جان باختن سارا در آغوش جوئل است. در سال ۲۰۲۳، تامی و جوئل در جکسون، وایومینگ دوباره به هم می‌پیوندند. جوئل از تامی می‌خواهد تا برای بردن الی به کلرادو همراه او شود، اما تامی به دلیل باردار بودن همسرش، ماریا، پیشنهاد او را نمی‌پذیرد. پس از آن، جوئل راز مصونیت الی و وضعیت روحی رو به افول خود را با تامی در میان می‌گذارد و از تامی می‌خواهد که به جای او، الی را نزد گروه فایرفلایز ببرد؛ تامی می‌پذیرد که صبح روز بعد او را ببرد. با این حال، جوئل صبح تغییر نظر می‌دهد و تصمیم می‌گیرد خود همراه الی از جکسون برود. آن دو سوار بر اسب آن‌جا را ترک می‌کنند و تامی در جکسون می‌ماند. در فصل دوم، مشخص می‌شود که تامی و ماریا صاحب پسری به نام بنجامین شده‌اند.
خبر انتخاب لونا برای این نقش در ۱۵ آوریل ۲۰۲۱ اعلام شد.

### دینا

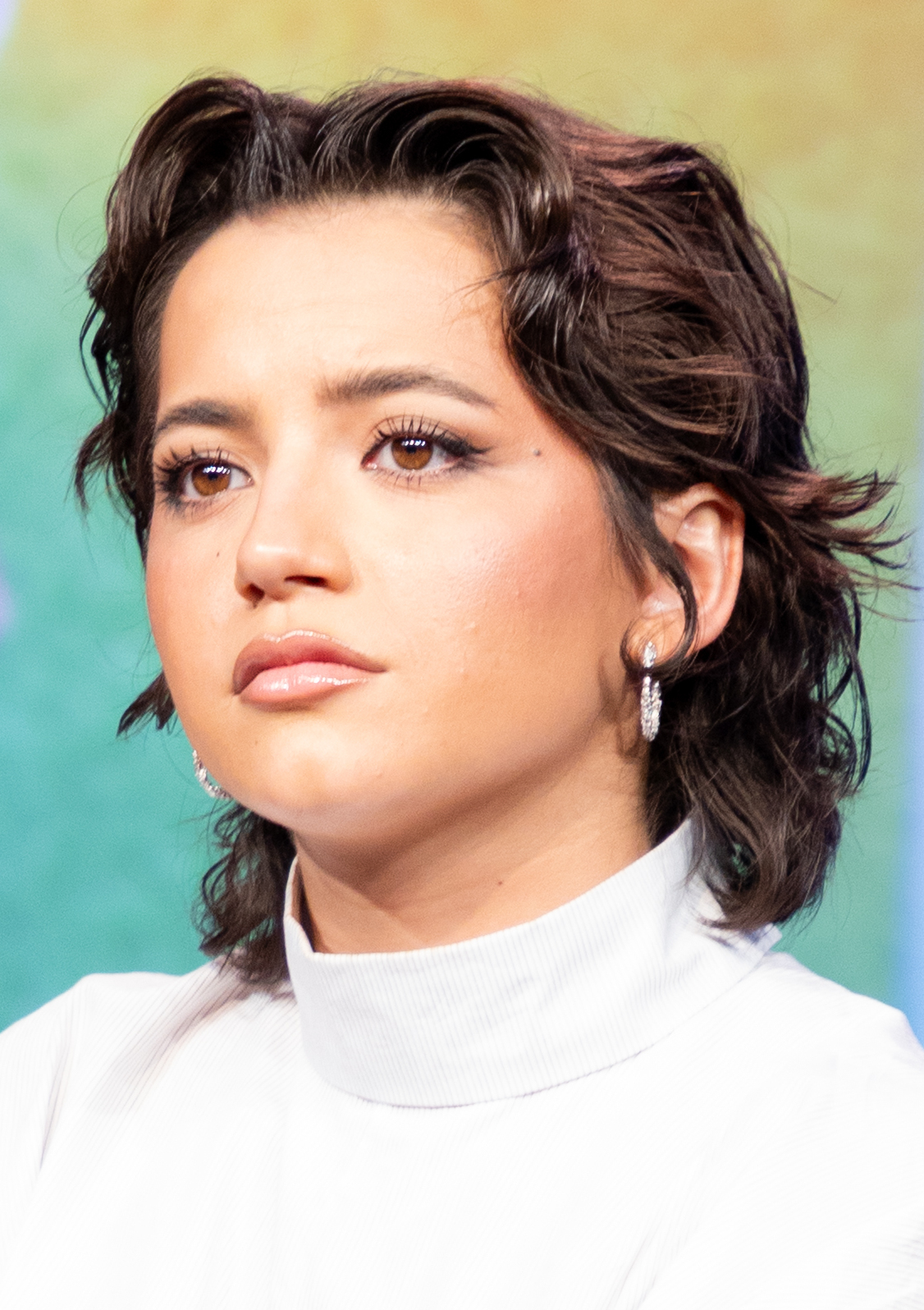
ایزابلا مرسد نقش دینا را ایفا کرد.

دینا (ایزابلا مرسد) معشوقهٔ الی و دوست‌دختر سابق جسی است. او روحیه‌ای آزاد و سرزنده دارد و نسبت به الی وفادار است، وفاداری‌ای که در برابر خشونت بی‌رحمانهٔ دنیای پیرامون به چالش کشیده می‌شود. در بازی، دینا به عنوان یک شخصیت همراه غیرقابل‌بازی حضور دارد، اما در این مجموعه به دلیل حذف عنصر گیم‌پلی، نویسندگان ناچار بودند نقش او را بازتعریف کنند و جایگاهی برایش در نظر بگیرند که بتواند نقاط ضعف شخصیتی الی را بازتاب دهد.
خبر انتخاب مرسد برای این نقش در ۱۱ ژانویهٔ ۲۰۲۴ اعلام شد. او پیش از انتخاب شدن، فصل اول مجموعه را تماشا کرده بود اما بازی‌ها را تجربه نکرده بود. مازن و دراکمن به او پیشنهاد کردند که ویدئوهای گیم‌پلی آخرین بازمانده از ما قسمت ۲ را در یوتیوب تماشا کند، اما او تصمیم گرفت خود بازی را انجام دهد و آن را طی یک آخر هفته پیش از ملاقات با نویسندگان به پایان رساند؛ تجربه‌ای که به گفتهٔ خودش باعث شد در زمان تولید با محیط‌ها و صحنه‌ها احساس آشنایی بیشتری داشته باشد. مرسد احساس می‌کرد شخصیت روشن، سبک‌بال و شوخ‌طبع دینا با روحیهٔ خودش همخوانی دارد و اجرای شنون وودوارد در نقش دینا در بازی را مبنای ایفای نقش خود قرار داد. مازن بر این موضوع تأکید داشت که قد دینا باید با الی تقریباً برابر باشد، چرا که در غیر این صورت ممکن بود رابطهٔ آن‌ها بیشتر حالت «مادری» به خود بگیرد. او همچنین معتقد بود ویژگی برجستهٔ دینا، محبت و عشق او به دیگران است؛ خصوصیتی که او را از دیگر شخصیت‌ها، به ویژه جوئل و الی—که تنها به یکدیگر عشق می‌ورزند—متمایز می‌سازد.: ۲۲:۵۶ 

### جسی

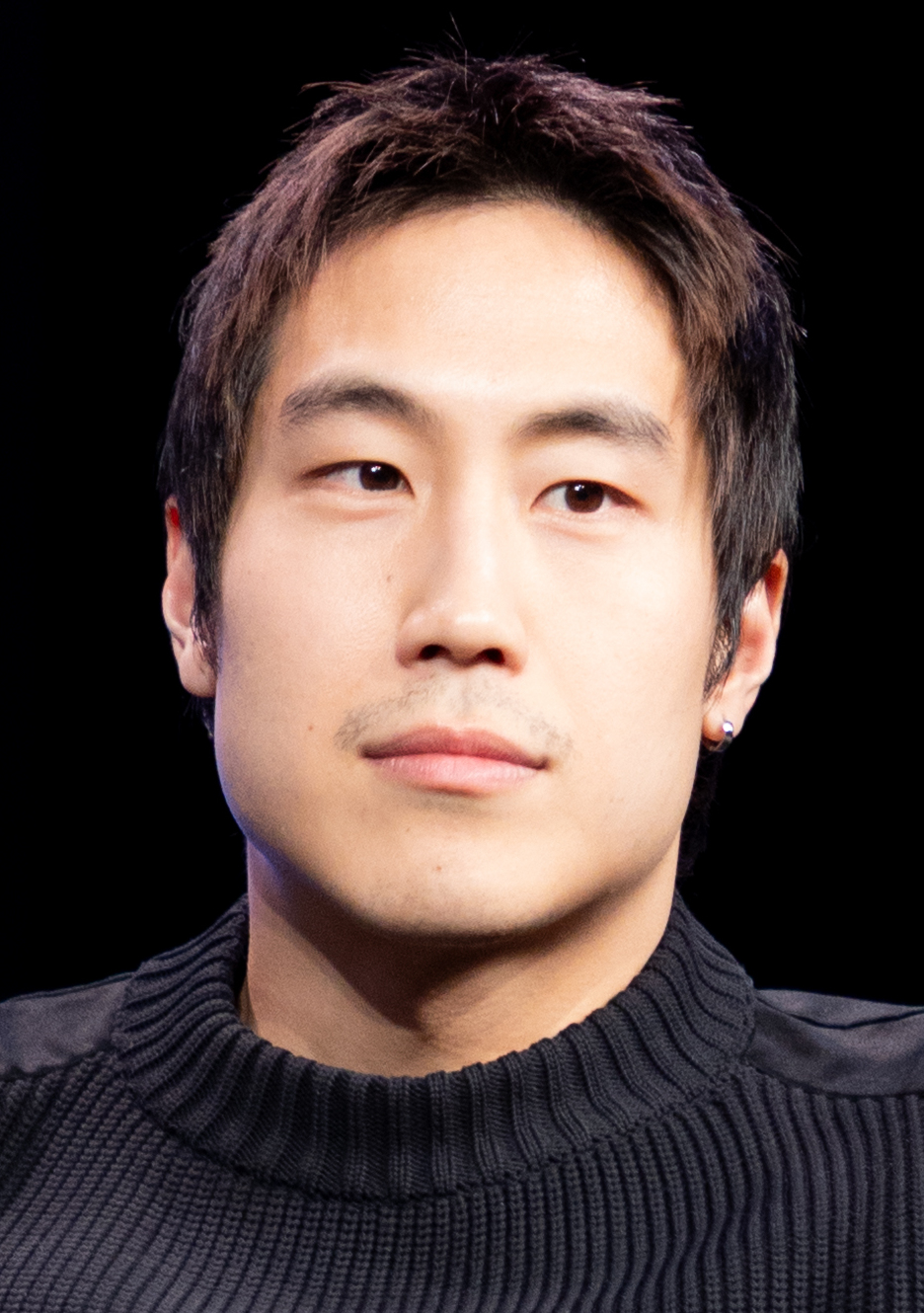
یانگ مازینو نقش جسی را ایفا کرد.

️جسی (یانگ مازینو) یکی از اعضای مهم جامعهٔ جکسون است که ازخودگذشتگی‌اش گاهی به بهای سنگینی برای او تمام می‌شود. او که پیش از پیوستن به جکسون همه چیز را از دست داده، برای حس تعلق و همبستگی در این اجتماع ارزش زیادی قائل است و تلاش می‌کند تا آن را حفظ کند.
خبر انتخاب مازینو برای این نقش در ۱۰ ژانویهٔ ۲۰۲۴ اعلام شد. او پیش از تماشای فصل اول این مجموعه، ویدئویی از گیم‌پلی بازی اول را دیده بود و سپس بازی دوم را نیز پیش از دیدار با مازن و دراکمن و پس از پایان اعتصابات نویسندگان و بازیگران تجربه کرد. مازینو معتقد بود که بازی‌اش در مجموعهٔ مشاجره (۲۰۲۳) زمینه‌ساز دریافت این نقش شده و به او این فرصت را داد تا «به‌جای تست بازیگری، گفت‌وگویی واقعی» با سازندگان داشته باشد. او برای آمادگی حضور در این مجموعه، آموزش اسب‌سواری را در مزرعهٔ دنی ویرچو پشت سر گذاشت و همچنین آموزش‌های مربوط به استفاده از سلاح گرم را دریافت کرد. مازینو و بلا رمزی پیش از آغاز تولید مجموعه، با یکدیگر تجربهٔ پرواز با هواپیمای آب‌نشین را گذراندند که باعث شکل‌گیری رابطه‌ای دوستانه میان آن دو شد. به گفتهٔ او، فیلم‌نامهٔ این مجموعه نقش مهمی در جهت‌دهی به روابطش با سایر بازیگران ایفا کرده است.: ۴:۰۸ 